# Goncourt des animaux
Pour les articles homonymes, voir Goncourt.
Le prix littéraire 30 millions d'amis, plus couramment appelé le Goncourt des animaux, est un prix annuel qui récompense un roman ou un essai qui met à l'honneur les animaux.

## Description
Ce prix récompense un roman ou un essai qui met à l'honneur les animaux, qu'ils soient ou non le sujet principal de l'œuvre. Le lauréat reçoit un chèque de la Fondation 30 Millions d’Amis, dont il reverse la somme à une association de protection animale de son choix. Le prix est décerné depuis 1982.

## Lauréats
| Date              | Auteur                | Livre                                                        | Jurés |
| ----------------- | --------------------- | ------------------------------------------------------------ | --- |
| 1982              | Frédéric Vitoux       | Les chats de Céline                                          | |
| 1983              | Jean-Louis Hue        | Le Chat dans tous ses états                                  | |
| 1984              | Béatrix Beck          | L’Enfant chat                                                | |
| 1985              | Jean-luc Dejean       | Le Premier Chien                                             | |
| 1986              | Yves Navarre          | Une vie de chat                                              | |
| 1987              | Desmond Morris        | Le Chat révélé et le chien révélé                            | |
| 1988              | Boileau-Narcejac      | Le Contrat                                                   | |
| 1989              | Remo Forlani          | Gouttière                                                    | |
| 1990              | Georges Fleury        | Koumbala                                                     | |
| 1991              | Jules Roy             | La Mort de Mao                                               | |
| 1992              | Homéric               | Œdipe de cheval                                              | |
| 1993              | Gérard Durrel         | Le Aye aye et moi                                            | |
| 1994              | Claude Delay          | Passage des singes                                           | |
| 1995              | David Fisher          | Conversation avec mon chat                                   | |
| 1996              | Mark Shand            | Parbati, reine des éléphants                                 | |
| 1997              | Bertrand Visage       | L’Éducation féline                                           | |
| 1998              | Roger Grenier         | Les Larmes d'Ulysse                                          | |
| 1999              | Anny Duperey          | Les Chats de hasard                                          | |
| 2000              | Karine Lou Matignon   | Sans les animaux le monde ne serait pas humain               | |
| 2001              | Akif Pirinçci         | Chien Méchant                                                | |
| 2002              | Lynn Schooler         | L’Ours Bleu                                                  | |
| 2003              | Renaud Camus          | Vie du chien Horla                                           | |
| 2004              | Yann Martel           | L'Histoire de Pi                                             | |
| 2005              | Lilian Jackson Braun  | Le Chat qui jetait des peaux de banane                       | |
| 2006              | Kwon Yoonjoo          | Toi, mon chat                                                | |
| 19 novembre 2007  | Claude Duneton        | La Chienne de ma vie                                         | |
| 18 novembre 2008  | Jacques A. Bertrand   | Les Sales Bêtes                                              | |
| 17 novembre 2009  | Marc Alyn             | Monsieur le chat                                             | Didier Decoin, Robert Sabatier, Didier Van Cauwelaert, Frédéric Vitoux |
| 2010              | Lawrence Anthony (en) | L'Arche de Babylone, l’incroyable sauvetage du zoo de Bagdad | |
| 23 novembre 2011  | Erwann Creac'h        | Carnivores domestiques                                       | Michel Houellebecq, Jean-Loup Dabadie, Irène Frain, Reha Kutlu-Hutin et Anny Duperey |
| 2012              | Agnès Desarthe        | Une partie de chasse                                         | Michel Houellebecq, Didier Decoin, Frédéric Lenoir |
| 19 novembre 2013, | Akira Mizubayashi     | Mélodie - Chronique d'une passion                            | Frédéric Lenoir, Michel Houellebecq, Irène Frain, Didier Decoin, Jean-Loup Dabadie |
| 25 novembre 2014  | Gilles Lapouge        | L'Âne et l'Abeille                                           | Michel Houellebecq, Frédéric Vitoux, Didier Decoin, Françoise Xénakis, Irène Frain, Jean-Loup Dabadie, Frédéric Lenoir, Didier Van Cauwelaert                                                                               |
| 2015              | x                     | x                                                            | annulé |
| 23 novembre 2016  | Stéphane Audeguy,     | Histoire du lion Personne,                                   | Michel Houellebecq, Didier Decoin, Didier van Cauwelaert, Frederic Vitoux, Jean-Loup Dabadie, Frédéric Lenoir, Reha Hutin, Irène Frain, Marc Lambron, Teresa Cremisi                                                        |
| 21 novembre 2017  | Michel Jullien        | Denise au Ventoux                                            | Michel Houellebecq, Teresa Cremisi, Frédéric Lenoir |
| 20 novembre 2018  | Ina Mihalache         | Autoportrait en chienne                                      | Frédéric Lenoir, Reha Hutin, Michel Houellebecq, Frédéric Vitoux, Teresa Cremisi, Didier Van Cauwelaert, Irène Frain, Jean-Loup Dabadie, Didier Decoin                                                                      |
| 26 novembre 2019  | Alexandre Siniakov    | Détachez-les et amenez-les moi                               | Joël Dicker |
| 2020              | Xavier de Moulins     | Le petit chat est mort                                       | |
| 23 novembre 2021  | Vincent Maillard      | L'Os de Lebowski                                             | Teresa Cremisi, Didier Decoin, Irène Frain, Frédéric Lenoir, Didier van Cauwelaert, Frédéric Vitoux, Michel Houellebecq et Reha Hutin                                                                                       |
| 23 novembre 2022  | Sibylle Grimbert      | Le dernier des siens                                         | |
| 15 novembre 2023  | Cédric Sapin-Defour   | Son odeur après la pluie                                     | Teresa Cremisi, Didier Decoin, Président de l’Académie Goncourt, Irène Frain, Michel Houellebecq, Frédéric Lenoir, Didier van Cauwelaert, Frédéric Vitoux de l'Académie française, Joël Dicker, et la présidente Reha Hutin |
| 12 novembre 2024  | Frédéric Joignot      | Zoographie, Maurice Nadeau                                   | Teresa Cremisi, Didier Decoin, de l’Académie Goncourt, Irène Frain, Frédéric Lenoir, Didier van Cauwelaert, Frédéric Vitoux de l'Académie française, Joël Dicker, et sa présidente Reha Hutin                               |

## Lauréats "Essai"
| Date             | Auteur                  | Livre                                  | Jurés |
| ---------------- | ----------------------- | -------------------------------------- | --- |
| 2017             | Peter Singer            | Dans la peau d'une bête                | |
| 20 novembre 2018 | Charles Foster          | Théorie du tube de dentifrice          | Frédéric Lenoir, Reha Hutin, Michel Houellebecq, Frédéric Vitoux, Teresa Cremisi, Didier Van Cauwelaert, Irène Frain, Jean-Loup Dabadie, Didier Decoin                                                                      |
| 26 novembre 2019 | Caroline Audibert       | Des loups et des hommes                | Joël Dicker |
| 2020             | Allain Bougrain-Dubourg | On a marché sur la Terre               | |
| 23 novembre 2021 | Benoît Grison           | Les portes de la perception animale    | Teresa Cremisi, Didier Decoin, Irène Frain, Frédéric Lenoir, Didier van Cauwelaert, Frédéric Vitoux, Michel Houellebecq et Reha Hutin                                                                                       |
| 23 novembre 2022 | François Sarano         | Au nom des requins                     | |
| 15 novembre 2023 | Tom Mustill             | Comment parler des baleines            | Teresa Cremisi, Didier Decoin, Président de l’Académie Goncourt, Irène Frain, Michel Houellebecq, Frédéric Lenoir, Didier van Cauwelaert, Frédéric Vitoux de l'Académie française, Joël Dicker, et la présidente Reha Hutin |
| 12 novembre 2024 | Françoise Malby-Anthony | La sagesse des éléphants, Albin Michel | Teresa Cremisi, Didier Decoin, de l’Académie Goncourt, Irène Frain, Frédéric Lenoir, Didier van Cauwelaert, Frédéric Vitoux de l'Académie française, Joël Dicker, et sa présidente Reha Hutin                               |